# Liste der Baudenkmale im Landkreis Vorpommern-Greifswald

Karte des Landkreises Vorpommern-Greifswald

Diese Liste enthält die Baudenkmale im Landkreis Vorpommern-Greifswald. Grundlage ist die Denkmalliste des Landkreises Rostock. Die Angaben in den einzelnen Listen ersetzen nicht die rechtsverbindliche Auskunft der zuständigen Denkmalschutzbehörde.

## Aufteilung
Wegen der großen Anzahl von Kulturdenkmalen im Landkreis Vorpommern-Greifswald ist diese Liste in Teillisten nach den Städten und Gemeinden aufgeteilt.
| Stadt/Gemeinde      | Karte | Denkmalliste      | Bild eines Denkmals                 |
| ------------------- | ----- | ----------------- | ----------------------------------- |
| Anklam              |       | Baudenkmale       | Gotisches Haus                      |
| Ahlbeck             |       | Baudenkmale       | Jagdhaus                            |
| Alt Tellin          |       | Baudenkmale       | Gutshaus                            |
| Altwarp             |       | Baudenkmale       | Ehrenfriedhof                       |
| Altwigshagen        |       | Baudenkmale       | Kirche                              |
| Bandelin            |       | Baudenkmale       | Gutshaus                            |
| Bargischow          |       | Baudenkmale       | Kirche                              |
| Behrenhoff          |       | Baudenkmale       | Park                                |
| Bentzin             |       | Baudenkmale       | Gutshaus                            |
| Benz                |       | Baudenkmale       | Windmühle                           |
| Bergholz            |       | Baudenkmale       | Kirche                              |
| Blankensee          |       | Baudenkmale       |                                     |
| Blesewitz           |       | Baudenkmale       | Kirche                              |
| Boldekow            |       | Baudenkmale       | Kirche                              |
| Boock               |       | Baudenkmale       | Alte Holländermühle                 |
| Brietzig            |       | Baudenkmale       | Wegweiserstein                      |
| Brünzow             |       | Broderstorf       | Gutshaus                            |
| Bugewitz            |       | Baudenkmale       | Kirche                              |
| Buggenhagen         |       | Baudenkmale       | Herrenhaus                          |
| Butzow              |       | Baudenkmale       | Friedhof                            |
| Daberkow            |       | Baudenkmale       | Kirche                              |
| Dargelin            |       | Baudenkmale       |                                     |
| Dargen              |       | Baudenkmale       | Windschöpfwerk                      |
| Dersekow            |       | Baudenkmale       | Herrenhaus                          |
| Ducherow            |       | Baudenkmale       | Friedhof                            |
| Eggesin             |       | Baudenkmale       | Kirche                              |
| Fahrenwalde         |       | Baudenkmale       | Gutshaus                            |
| Ferdinandshof       |       | Baudenkmale       | Friedrich-Ludwig-Jahn-Denkmal       |
| Garz                |       | Baudenkmale       | Kriegerdenkmal                      |
| Glasow              |       | Baudenkmale       |                                     |
| Görmin              |       | Baudenkmale       | Gutshaus                            |
| Grambin             |       | Baudenkmale       |                                     |
| Grambow             |       | Baudenkmale       | Kirche Schwennenz                   |
| Greifswald          |       | Baudenkmale       | Schulschiff                         |
| Gribow              |       | Baudenkmale       | Gutshaus                            |
| Groß Kiesow         |       | Baudenkmale       | Friedhofsportal                     |
| Groß Luckow         |       | Baudenkmale       | Gutshaus                            |
| Groß Polzin         |       | Baudenkmale       | Wasserschloss                       |
| Gützkow             |       | Baudenkmale       | Pfarrhaus                           |
| Hammer a. d. Uecker |       | Baudenkmale       | Wohnhaus                            |
| Hanshagen           |       | Baudenkmale       | Wassermühle                         |
| Heinrichswalde      |       | Baudenkmale       |                                     |
| Heringsdorf         |       | Baudenkmale       | Uhr                                 |
| Hinrichshagen       |       | keine Baudenkmale |                                     |
| Hintersee           |       | Baudenkmale       | Kirche                              |
| Iven                |       | Baudenkmale       | Dorfkrug                            |
| Jarmen              |       | Baudenkmale       | Hafen mit Silo                      |
| Jatznick            |       | Baudenkmale       | Darre                               |
| Kamminke            |       | Baudenkmale       | Gedenkstätte                        |
| Karlsburg           |       | Baudenkmale       | Schloss                             |
| Karlshagen          |       | Baudenkmale       | Kirche                              |
| Katzow              |       | Baudenkmale       | Pastorat                            |
| Kemnitz             |       | Baudenkmale       | Friedhofsportal                     |
| Klein Bünzow        |       | Baudenkmale       | Kirche                              |
| Koblentz            |       | Baudenkmale       | Mausoleum                           |
| Korswandt           |       | Baudenkmale       | Gasthaus                            |
| Koserow             |       | Baudenkmale       | Maleratelier                        |
| Krackow             |       | Baudenkmale       | Gutshaus                            |
| Krien               |       | Baudenkmale       | Kirche                              |
| Kröslin             |       | Baudenkmale       | Beobachtungsturm                    |
| Kruckow             |       | Baudenkmale       | Schloss                             |
| Krugsdorf           |       | Baudenkmale       | Kirche                              |
| Krummin             |       | Baudenkmale       | Kirche                              |
| Krusenfelde         |       | Baudenkmale       | Kirche                              |
| Lassan              |       | Baudenkmale       | Kirche                              |
| Leopoldshagen       |       | Baudenkmale       | Kirche                              |
| Levenhagen          |       | Baudenkmale       | Kirche                              |
| Liepgarten          |       | Baudenkmale       | Wohnhaus                            |
| Löcknitz            |       | Baudenkmale       | Burgruine                           |
| Loddin              |       | Baudenkmale       | Beatus Ille (Holzhaus)              |
| Loissin             |       | Baudenkmale       | Gemeindehaus                        |
| Loitz               |       | Baudenkmale       | Rathaus                             |
| Lubmin              |       | Baudenkmale       | Haustür                             |
| Lübs                |       | Baudenkmale       | Kirche                              |
| Luckow              |       | Baudenkmale       | Kirche                              |
| Lütow               |       | Baudenkmale       | Herrenhaus                          |
| Medow               |       | Baudenkmale       | Kirche                              |
| Meiersberg          |       | Baudenkmale       | Kirche                              |
| Mellenthin          |       | Baudenkmale       | Schloss                             |
| Mesekenhagen        |       | Baudenkmale       | Kirche                              |
| Mölschow            |       | Baudenkmale       |                                     |
| Mönkebude           |       | Baudenkmale       | Kirche                              |
| Murchin             |       | Baudenkmale       | Kreiskulturhaus                     |
| Nadrensee           |       | Baudenkmale       | Kirche                              |
| Neetzow-Liepen      |       | Baudenkmale       | Schloss                             |
| Neu Boltenhagen     |       | Baudenkmale       | Kirche                              |
| Neu Kosenow         |       | Baudenkmale       | Schloss                             |
| Neuenkirchen        |       | Baudenkmale       | Burg                                |
| Neuenkirchen        |       | Baudenkmale       | Pfarrhaus                           |
| Nieden              |       | Baudenkmale       | Altar der Kirche                    |
| Papendorf           |       | Baudenkmale       | FeldsteinKirche                     |
| Pasewalk            |       | Baudenkmale       | Turm der Stadtbefestigung           |
| Peenemünde          |       | Baudenkmale       | Kraftwerk der Heeresversuchsanstalt |
| Penkun              |       | Baudenkmale       | Schloss                             |
| Plöwen              |       | Baudenkmale       | Kapelle                             |
| Polzow              |       | Baudenkmale       | Kirche                              |
| Postlow             |       | Baudenkmale       | Kirche                              |
| Pudagla             |       | Baudenkmale       | Windmühle                           |
| Ramin               |       | Baudenkmale       | Mühle                               |
| Rankwitz            |       | Baudenkmale       | Kirche                              |
| Rollwitz            |       | Baudenkmale       | Schule                              |
| Rossin              |       | Baudenkmale       | Kirche                              |
| Rossow              |       | Baudenkmale       | Kriegerdenkmal                      |
| Rothemühl           |       | Baudenkmale       | Grabmal                             |
| Rothenklempenow     |       | Baudenkmale       | Fangelturm                          |
| Rubenow             |       | Baudenkmale       | Kirche                              |
| Rubkow              |       | Baudenkmale       | Friedhof und Kirche                 |
| Sarnow              |       | Baudenkmale       | Kirche                              |
| Sassen-Trantow      |       | Baudenkmale       | Kirche                              |
| Sauzin              |       | keine Baudenkmale |                                     |
| Schmatzin           |       | Baudenkmale       | Wohnhaus                            |
| Schönwalde          |       | Baudenkmale       | Kirche                              |
| Spantekow           |       | Baudenkmale       | Festung                             |
| Stolpe an der Peene |       | Baudenkmale       | Gut                                 |
| Stolpe auf Usedom   |       | Baudenkmale       | Schloss                             |
| Strasburg           |       | Baudenkmale       | Trümmerfrau                         |
| Torgelow            |       | Baudenkmale       | Wohnhaus                            |
| Trassenheide        |       | Baudenkmale       | Bahnhof                             |
| Tutow               |       | keine Baudenkmale |                                     |
| Ückeritz            |       | Baudenkmale       | Bahnhof                             |
| Ueckermünde         |       | Baudenkmale       | Strandhalle                         |
| Usedom              |       | Baudenkmale       | Hubbrücke                           |
| Viereck             |       | Baudenkmale       | Kirche                              |
| Vogelsang-Warsin    |       | Baudenkmale       | Torturm                             |
| Völschow            |       | Baudenkmale       | Kirche                              |
| Wackerow            |       | Baudenkmale       | Kapelle                             |
| Weitenhagen         |       | Baudenkmale       | Krummacher-Haus                     |
| Wilhelmsburg        |       | Baudenkmale       |                                     |
| Wolgast             |       | Baudenkmale       | Stadtmuseum                         |
| Wrangelsburg        |       | Baudenkmale       | Gutshaus                            |
| Wusterhusen         |       | Baudenkmale       | Kirche                              |
| Zemitz              |       | Baudenkmale       | Kirche                              |
| Zempin              |       | Baudenkmale       | Seebad                              |
| Zerrenthin          |       | Baudenkmale       | Kirche                              |
| Ziethen             |       | Baudenkmale       | Wassermühle                         |
| Zinnowitz           |       | Baudenkmale       | Holzvilla                           |
| Zirchow             |       | Baudenkmale       | Kirche                              |
| Züssow              |       | Baudenkmale       | Brennerei                           |